# Komna
Komna – krasowy płaskowyż w Alpach Julijskich w północno-zachodniej Słowenii. Położony jest na wysokości od 1300 m n.p.m. do 1750 m. Ma trójkątny kształt i wznosi się nad Kotliną Bohinjską. Na wschód prowadzi do Doliny Jezior Triglavskich. Najniższa nieoficjalnie zmierzona temperatura w Słowenii została zarejestrowana na Komnie, osiągając –49 °C w styczniu 2009.
Schronisko górskie Dom na Komnie znajduje się na płaskowyżu na wysokości 1520 m n.p.m. Jest własnością PD (Towarzystwa Górskiego) Lublana-Matica.